# Cmentarz wojenny nr 238 – Parkosz
Cmentarz wojenny nr 238 w Parkoszu – zabytkowy cmentarz z I wojny światowej.
Zaprojektowany przez Gustava Rossmanna. W centralnej części umieszczono betonowy pomnik z tablicą o treści (tłum.): "Dajcie wierność za wierność". Pochowano tu 19 żołnierzy austro-węgierskich.